# Roberto Venturini

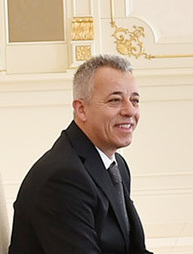
Roberto Venturini, 2015

Roberto Venturini (* 30. Dezember 1960 in San Marino) ist ein Politiker aus San Marino. Gemeinsam mit Andrea Belluzzi wurde er am 17. März 2015 für die Periode vom 1. April 2015 bis 1. Oktober 2015 zum Capitano Reggente, dem Staatsoberhaupt von San Marino, gewählt.
Venturini promovierte in Medizin und Chirurgie an der Universität Bologna. Seit 1992 ist er Arzt in der Notaufnahme des Staatlichen Klinikums von San Marino. Er gehört seit 2006 der Antidoping-Kommission an.
2012 wurde er auf der Liste des Partito Democratico Cristiano Sammarinese in den Consiglio Grande e Generale, das Parlament San Marinos, gewählt. Er ist Mitglied im Consiglio dei XII und im Gesundheitsausschuss.
Venturini lebt in Serravalle und ist Vater einer Tochter und eines Sohns.